# Rhizosomichthys totae
Rhizosomichthys totae е изчезнал вид лъчеперка от семейство Trichomycteridae, единствен представител на род Rhizosomichthys.

## Разпространение
Видът е бил ендемичен за Колумбия, където се е срещал в басейна на езерото Тота.